# Eduard Mehlis
Eduard Carl Friedrich Mehlis (* 5. Juni 1796 in Clausthal; † 9. Juli 1832 ebenda) war ein deutscher Mediziner, der als Helminthologe Bekanntheit erlangte.

## Leben
Mehlis war der Sohn des in Clausthal tätigen Medizinalrates Georg Mehlis (1764–1835) und seiner Ehefrau Sofie Henriette Siemens. Er studierte ab 1814 Medizin an der Georg-August-Universität Göttingen und wurde dort Mitglied des Corps Hannovera. Nach Beendigung einer wissenschaftlichen Reise und der Promotion zum Dr. med. wurde er Berg- und Stadtphysikus in Clausthal. Später übernahm er die Leitung der dortigen Berg- und Forstschule. Mehlis gründete das Naturalienkabinett in Clausthal und machte sich als Helminthologe einen überregionalen Namen. Mehlis entdeckte 1845 die heute nach ihm benannte Mehlis-Drüse, eine Drüse im Geschlechtsapparat der Plattwürmer.
Mehlis war verheiratet mit Auguste Psyche Siemens (1802–63). Seine Schwester Sophie war verheiratet mit Wilhelm Drumann, deren Tochter Mathilde Drumann (1824–1865) heiratete 1852 Werner Siemens.

## Publikationen
- Comentatio de morbis hominis dextri et sinistri. Göttingen 1818
- Observationes anatomicae de distomate hepatico et lanceolato. Göttingen 1825